# Ipolyszög
Ipolyszög je obec v maďarské župě Nógrád. Leží na hranicích se Slovenskem, které zde tvoří řeka Ipeľ.
V roce 2011 zde žilo 647 obyvatel. 